# Garth Butcher
Garth Butcher (Regina, 8 gennaio 1963) è un ex hockeista su ghiaccio canadese.
È il padre di Ben e Matt Butcher ed il cognato di Doug e Mark Morrison, tutti giocatori di hockey su ghiaccio professionisti.

## Palmarès

### Nazionale
- Campionato mondiale di hockey su ghiaccio Under-20: 1

Stati Uniti 1982

### Individuale
- NHL All-Star Game: 1

1993
- WHL First All-Star Team: 2

1980-1981, 1981-1982